# Палатальный щелчок (буква)
ǂ (палатальный щелчок) — буква расширенной латиницы. Используется в МФА, а также в языках жуцъоан и нцъу, в которых обозначает звук [ǂ].

## Использование
Предшественник данной буквы, ǀ́, был введён Карлом Рихардом Лепсиусом и использовался в его стандартном алфавите. У Лепсиуса буква представляла собой букву для зубного щелчка (ǀ) с акутом; основа буквы имела высоту строчных латинских букв без выносных элементов, т. е. буква выглядела примерно как «í»; при этом в ранних публикациях она, по видимому, имела заглавную форму, как и другие символы для обозначения щелчков, однако, уже к 1863 году заглавные щелчки были исключены из стандартного алфавита.
Буква, напоминающая современную, была предложена на Рейнской миссионерской конференции и быстро вытеснила форму, предложенную Лепсиусом.
В переводах Крёнлайна на языке нама буква была чуть выше, чем у Лепсиуса (по высоте примерно как t) и не имела заглавной формы.
В 1921 году в качестве символа МФА для палатального щёлкающего согласного была утверждена перевёрнутая K (ʞ), созданная Дэниелом Джонсом. Буква ǂ официально заменила её лишь в 1989 году.
Дуглас Бич использовал форму буквы, более вписывающуюся в латинский текст — 𝼋.